# Sao đặc biệt về mặt hóa học
Trong vật lý thiên văn, Sao đặc biệt về mặt hóa học (sao CP) là những ngôi sao có lượng kim loại dồi dào khác thường, ít nhất là trong các lớp bề mặt của chúng.

## Phân loại
Các ngôi sao đặc biệt về mặt hóa học là phổ biến trong số các sao dãy chính nóng (đốt cháy hydro). Những ngôi sao đặc biệt nóng bỏng này đã được chia thành 4 lớp chính trên cơ sở quang phổ của chúng, mặc dù hai hệ thống phân loại đôi khi được sử dụng:
- kim loại không từ tính (Am, CP1)
- từ (Ấp, CP2)
- thủy ngân không mang từ tính (HgMn, CP3)
- helium-yếu (He-yếu, CP4).

Các tên lớp phân loại cung cấp một ý tưởng tốt về các đặc thù khiến chúng khác biệt với các ngôi sao khác trên hoặc gần chuỗi chính. Các ngôi sao Am (sao CP1) cho thấy các dòng Ca và/hoặc Sc bị ion hóa đơn lẻ, nhưng cho thấy sự phong phú của các kim loại nặng. Chúng cũng có xu hướng quay chậm và có nhiệt độ hiệu quả trong khoảng 7000 K và 10000 K. Các ngôi sao Ap (sao CP2) được đặc trưng bởi từ trường mạnh, sự phong phú của các nguyên tố như Si, Cr, Sr và Eu, và nói chung cũng là các công cụ quay chậm. Nhiệt độ hiệu dụng của những ngôi sao này được xác định là từ 8000 K và 15000 K, nhưng vấn đề tính toán nhiệt độ hiệu quả ở những ngôi sao kỳ dị như vậy rất phức tạp bởi cấu trúc khí quyển. Các ngôi sao HgMn (sao CP3) cũng được đặt một cách cổ điển trong danh mục Ap, nhưng chúng không hiển thị từ trường mạnh liên quan đến các ngôi sao Ap cổ điển. Như tên của nó, những ngôi sao này cho thấy sự phong phú của Hg và Mn bị ion hóa đơn lẻ. Những ngôi sao này cũng quay rất chậm, thậm chí theo tiêu chuẩn của sao CP. Phạm vi nhiệt độ hiệu quả cho những ngôi sao này được trích dẫn trong khoảng từ 10000 K và 15000 K. Các ngôi sao yếu He (sao CP4) thể hiện các đường He yếu hơn mong đợi một cách cổ điển từ màu sắc Johnson <i id="mwKg">UBV</i> được quan sát của chúng. Một lớp sao hiếm hoi của He-yếu là nghịch lý, là những ngôi sao giàu helium, với nhiệt độ 18.000 - 23.000 K.

## Nguyên nhân của sự đặc thù
Người ta thường nghĩ rằng các thành phần bề mặt đặc biệt được quan sát thấy trong các ngôi sao có trình tự chính nóng này là do các quá trình xảy ra sau khi ngôi sao hình thành, chẳng hạn như khuếch tán hoặc tác động từ tính ở các lớp ngoài của các ngôi sao. Các quá trình này khiến một số yếu tố, đặc biệt là He, N và O, "giải quyết" trong khí quyển vào các lớp bên dưới, trong khi các yếu tố khác như Mn, Sr, Y và Zrđược "phóng" ra khỏi bên trong bề mặt, dẫn đến đặc thù quang phổ quan sát được. Người ta cho rằng các trung tâm của các ngôi sao và các thành phần khối của toàn bộ ngôi sao có các hỗn hợp dư thừa hóa học bình thường hơn, phản ánh các thành phần của các đám mây khí mà chúng hình thành. Để sự khuếch tán và bay lên như vậy xảy ra và các lớp kết quả vẫn còn nguyên vẹn, bầu khí quyển của một ngôi sao như vậy phải đủ ổn định để đối lưu mà việc trộn đối lưu không xảy ra. Cơ chế đề xuất gây ra sự ổn định này là từ trường lớn bất thường thường được quan sát thấy trong các ngôi sao thuộc loại này.
Khoảng 5-10% các ngôi sao trình tự chính nóng cho thấy đặc thù hóa học. Trong số này, phần lớn là các ngôi sao Ap (hoặc Bp) có từ trường mạnh. Các ngôi sao đặc biệt không có từ tính, hoặc chỉ có từ tính yếu, chủ yếu rơi vào các loại Am hoặc HgMn. Một tỷ lệ nhỏ hơn nhiều cho thấy tính đặc thù mạnh mẽ hơn, chẳng hạn như sự phong phú quá mức của các nguyên tố đỉnh sắt trong stars sao Boötis.

## sao sn
Một nhóm sao khác đôi khi được coi là đặc biệt về mặt hóa học là các ngôi sao 'sn'. Những ngôi sao nóng, thường là của quang phổ lớp B2 để B9, hiển thị dòng Balmer với sắc nét (s) lõi, kim loại sắc nhọn vạch hấp thụ, và tương phản rộng (mơ hồ, n) vạch hấp thụ helium trung tính. Chúng có thể được kết hợp với các đặc thù hóa học khác thường thấy hơn ở các sao loại B.
Ban đầu người ta đề xuất rằng các dòng helium bất thường được tạo ra trong lớp vỏ vật chất yếu quanh ngôi sao, nhưng giờ đây được cho là do hiệu ứng Stark gây ra.

## Các ngôi sao khác
Ngoài ra còn có các loại sao mát đặc biệt về mặt hóa học (nghĩa là các sao có phổ loại G trở lên), nhưng những ngôi sao này thường không phải là sao thứ tự chính. Chúng thường được xác định bằng tên của lớp hoặc một số nhãn cụ thể hơn. Cụm từ ngôi sao đặc biệt về mặt hóa học mà không có thông số kỹ thuật cụ thể hơn thường có nghĩa là một thành viên của một trong các loại trình tự chính nóng được mô tả ở trên. Nhiều ngôi sao đặc biệt về mặt hóa học là kết quả của sự pha trộn các sản phẩm tổng hợp hạt nhân từ bên trong ngôi sao lên bề mặt của nó; này bao gồm hầu hết các sao cacbon và S-type sao. Những người khác là kết quả của việc chuyển khối trong một ngôi sao nhị phânhệ thống; ví dụ trong số này bao gồm các ngôi sao bari và một số ngôi sao S.